# Mareike Schmidt
Mareike Schmidt (* 3. Januar 1983 in Bonn) ist eine deutsche Rechtswissenschaftlerin und Hochschullehrerin an der Universität Hamburg.

## Leben und Wirken
Schmidt legte 2001 am Kaiser-Wilhelm- und Ratsgymnasium Hannover ihr Abitur ab und studierte ab dem folgenden Wintersemester 2001/02 Rechtswissenschaften an der Universität Würzburg. 2003 schloss sie dort ihr Begleitstudien im Europäischen Recht als Europajuristin ab und wechselte anschließend an die Humboldt-Universität zu Berlin, wo sie im März 2007 ihr Erstes Juristisches Staatsexamen mit der Note „gut“ ablegte. Nach einem Auslandsstudium erwarb sie anschließend im Jahr 2008 an der Tsinghua-Universität den Titel Master of Laws. Ab Oktober 2008 widmete sie sich als Promotionsstudentin an der Universität Basel ihrer Promotion. Unter Betreuung von Ingeborg Schwenzer wurde Schmidt mit der Schrift Produktrückruf und Regress von der Universität Basel summa cum laude zur Dr. iur. promoviert. Anschließend arbeitete sie als wissenschaftliche Mitarbeiterin an der Universität Hamburg. Ab Dezember 2013 war sie zudem als Rechtsreferendarin im Bezirk des Hanseatischen Oberlandesgerichts tätig und schloss ihr Referendariat 2016 mit dem Zweiten Juristischen Staatsexamen mit der Note „vollbefriedigend“ ab.
Nach ihrem Zweiten Examen wurde Schmidt an der Universität Hamburg zur Juniorprofessorin für Zivilrecht und rechtswissenschaftliche Fachdidaktik ernannt. Seit Januar 2024 leitet sie die Forschungsgruppe „Transformations in Private Law: Culture, Climate, and Technology“ an der Abteilung Recht & Ethnologie am Max-Planck-Institut für ethnologische Forschung in Halle (Saale). Im Januar 2025 wurde Schmidt in Hamburg zur Professorin ernannt.

## Forschung und Lehre
Schmidts Forschungsschwerpunkte liegen vor allem im privaten Kaufrecht sowohl in nationaler wie in internationaler Hinsicht sowie zur gesellschaftlichen Pluralität im Privatrecht. Insbesondere zum Produkthaftungsrecht hat sie publiziert und Beiträge zu Sammelwerken beigesteuert. In internationaler Hinsicht forscht sie auch zur Privatrechtsvergleichung und zum internationalen Schiedsverfahrensrecht.

## Publikationen (Auswahl)
- Produktrückruf und Regress. Mohr Siebeck, Tübingen 2013, ISBN 978-3-16-152939-9 (Dissertation).